# セリモドキ
セリモドキ（芹擬、学名: Dystaenia ibukiensis）は、セリ科セリモドキ属の多年草。別名、タニセリモドキ。

## 特徴
茎は直立して、高さは30-90cmになり、上部で枝を分け、節の下部には白色の毛状突起がある。葉は三角形で、長さ10-25cmになり、2-3回羽状複葉で、小葉は不規則に切れ込む。小葉は狭卵形または卵形で、長さ2-7cm、幅1.5-4cmになり、先端は鋭突頭または鋭頭、縁は鋭鋸歯と深い切れ込みがあり、鋸歯の縁に短毛が生える。葉の裏面の葉脈上にまばらに上向きの小突起がある。葉柄の下部は鞘状になって広がる。
花期は7-9月。茎先および枝先に複散形花序をつけ、白色の径約2mmの花を密につける。花弁は5個で内側に曲がる。複散形花序の下の総苞片は無いかまたは少なく、線形で長さ5-13mm、花柄は10-20個あり、長さ2-4cmになる。小花序の下の小総苞片は約10個あり、線形で長さ7-10mm、小花柄は約20個あり、果時の長さ4-8mmになる。総苞片、小総苞片、花柄および小花柄は細く、微細な毛が生える。雄蕊は5個ある。果実は楕円形で、長さ3.5-8mmになる。分果の背隆条は3脈あり細くて高く互いに広がり、側隆条は広い翼状になる。油管は不規則に多数ある。

## 分布と生育環境
日本固有種。本州の滋賀県以北の日本海側に分布し、山地のやや湿った場所に生育する。本州南西部にはない。都道府県のレッドデータによると広島県や兵庫県にも分布が確認されている。

## 名前の由来
和名セリモドキは、「芹擬」の意で、全体がセリに似ているが別の種類であることによる。
種小名（種形容語）ibukiensis は、「伊吹山の」の意味。タイプ標本は牧野富太郎が1893年に伊吹山で採集したものである。
なお、シラネニンジン属のイブキゼリモドキ（伊吹芹擬）は、従来、伊吹山に産するということから「イブキゼリ」とされたことがあったが、本来の伊吹山の「セリ」は本種のことであることから、現在の名前に改名された。

## 分類
この植物は飯沼慾斎著の「草木図説」にも図解されているものである。1893年に牧野富太郎によって伊吹山でタイプ種が採集され、牧野は Angelica-シシウド属の1種とみなしたが正式な記載発表はなかった。矢部吉禎はこの種を Ligusticum-マルバトウキ属に移し、Ligusticum ibukiense Y.Yabe (1902) とした。また、北川政夫は、本種は、Ligusticum-マルバトウキ属とは全く異なり、Angelica-シシウド属、Ostericum-ヤマゼリ属および Conioselinum-ミヤマセンキュウ属の3属に近縁の独立属とすべきとし、本種が属する属について新属 Dystaenia-セリモドキ属を設立した。それにより新属に組み替え、Dystaenia ibukiensis (Y.Yabe) Kitag. (1937) とした。

## ギャラリー

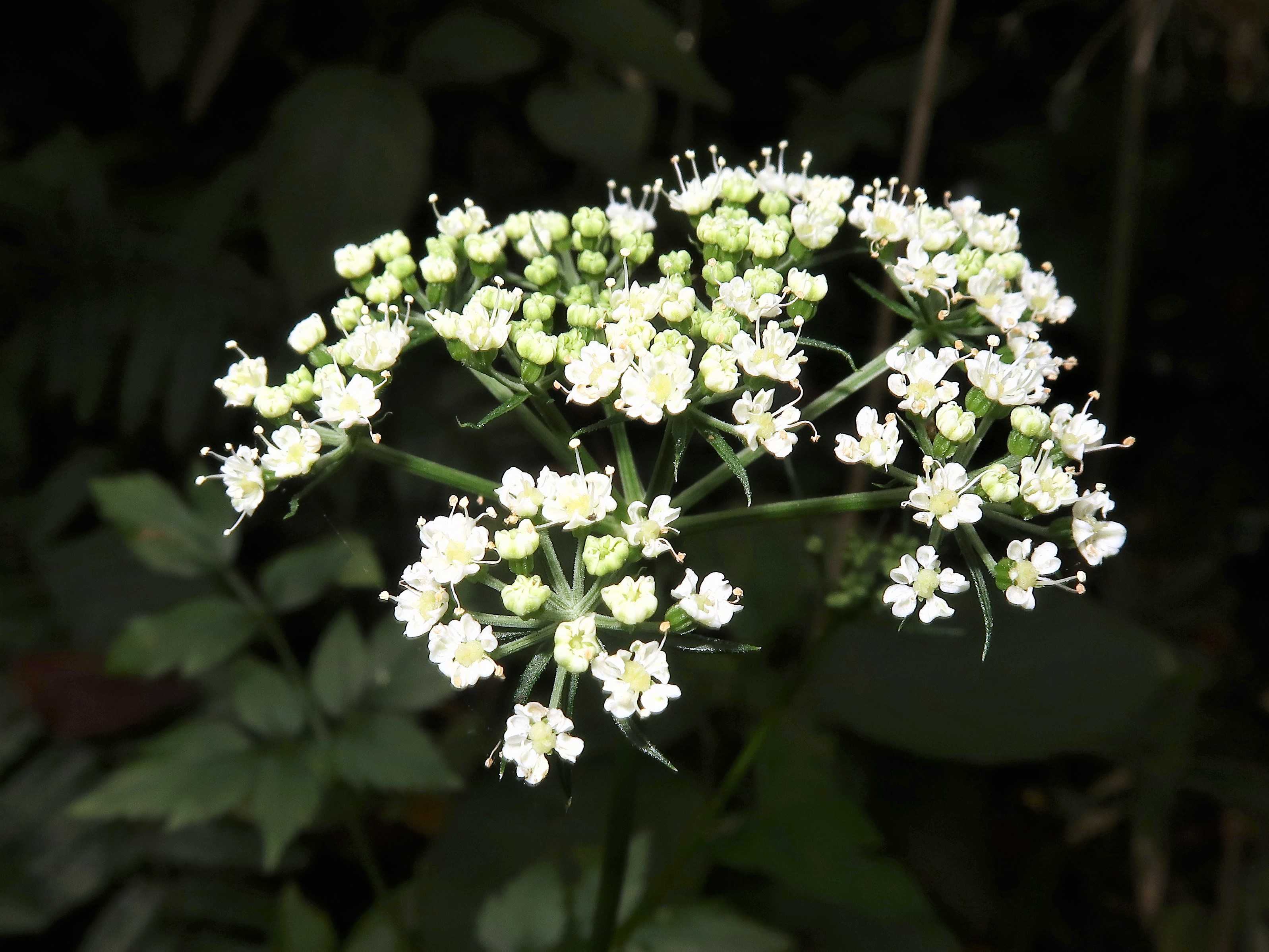
小花序の下の小総苞片は約10個あって細く、微細な毛が生える。花は白色の小型の5弁花となる。
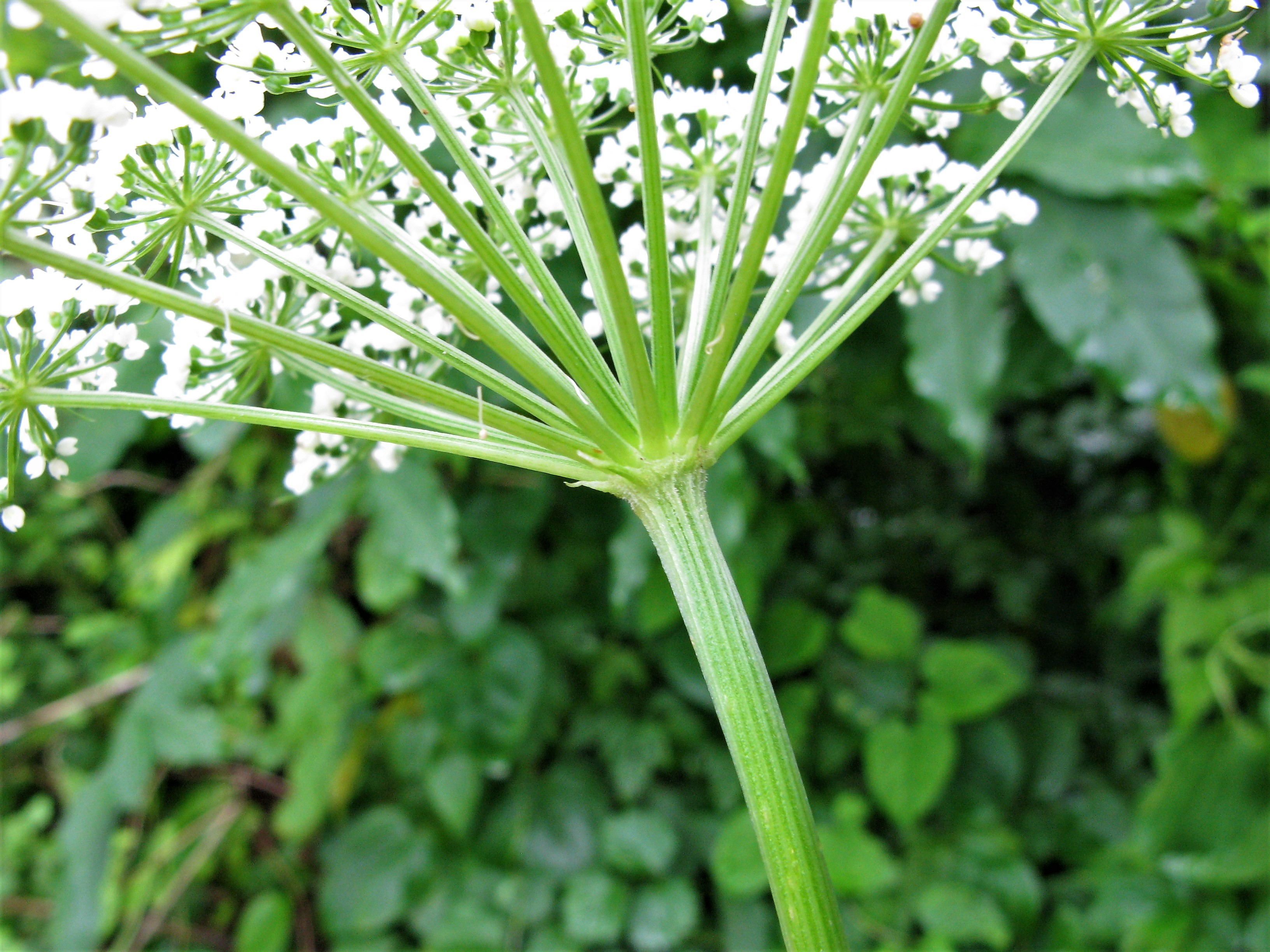
複散形花序の下の総苞片は少なく、線形。花柄は10-20個あり、微細な毛が生える。茎の節の下部には白色の毛状突起がある。
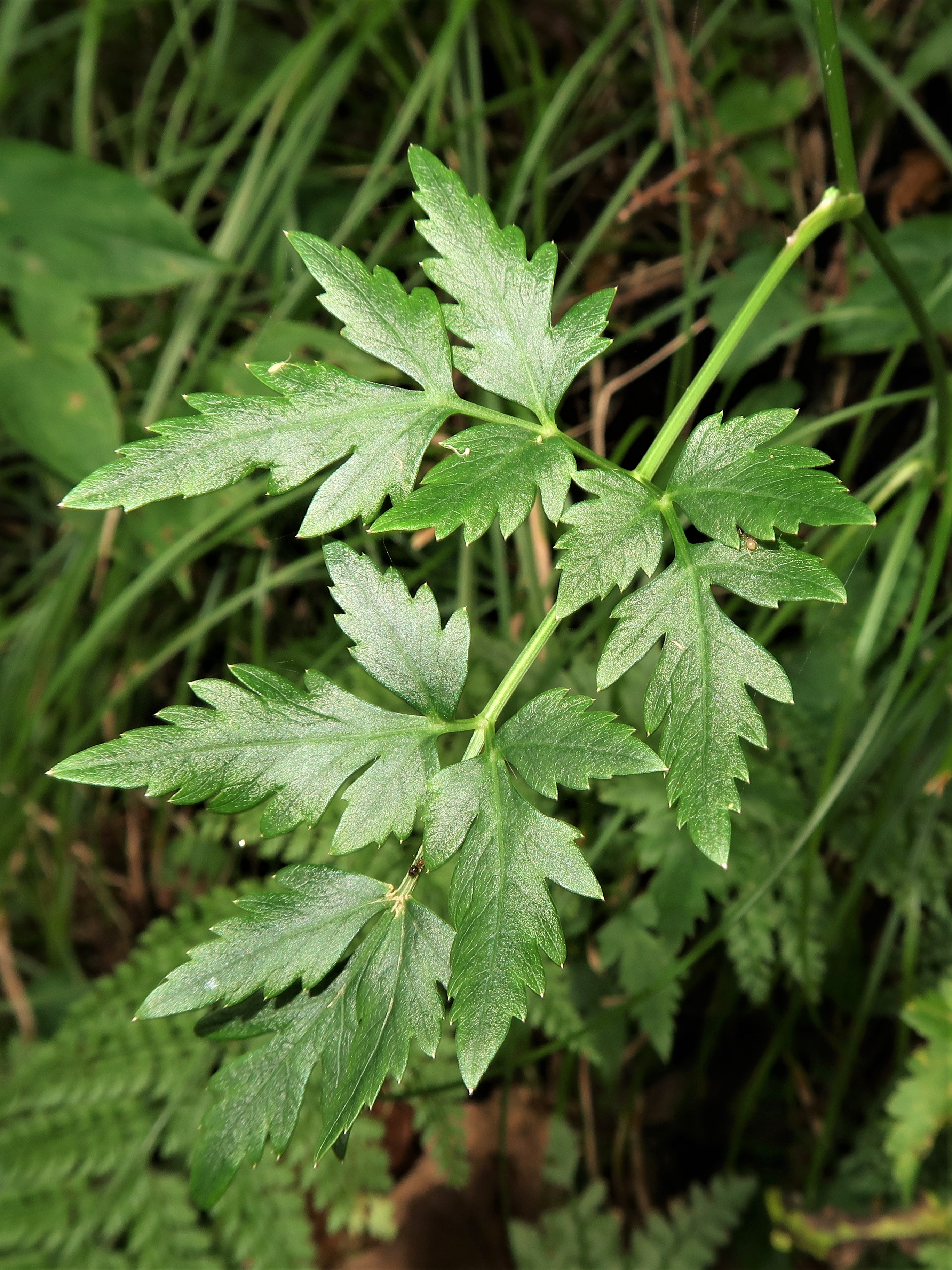
葉は2-3回羽状複葉で、小葉は不規則に切れ込む。
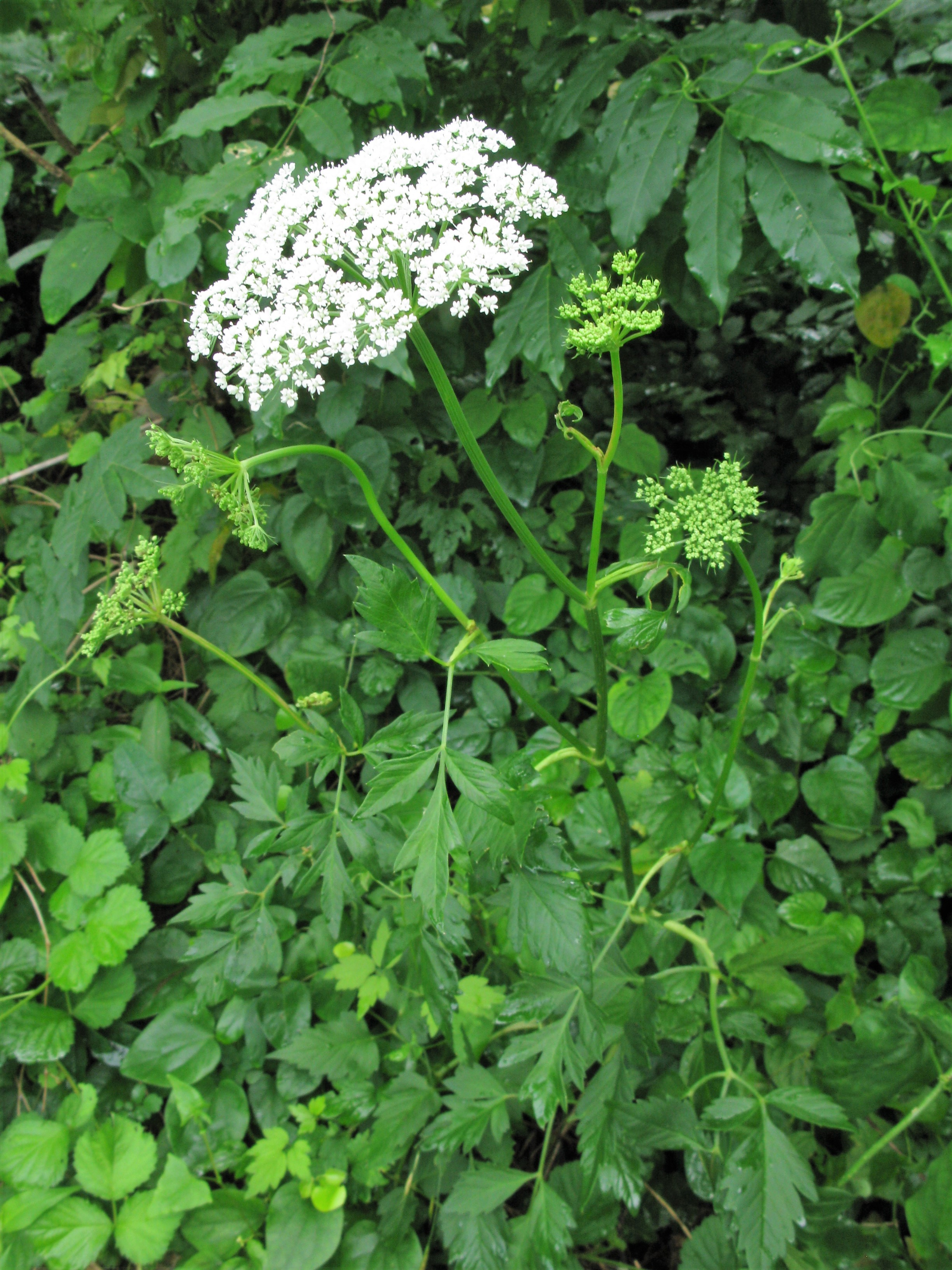
葉柄の下部は鞘状になって広がる。